# Deímaco (beocio)
Deímaco, en la mitología griega, fue un beocio, hijo de Eleón, que se unió a la primera expedición contra Troya que estaba dirigida por Heracles. Durante esta expedición, Deímaco tuvo amores con Glaucia, hija del dios fluvial Escamandro y esta quedó embarazada. Posteriormente, Deímaco murió en la guerra. El hijo póstumo que nació fue llamado también Escamandro y llegó a ser rey en Beocia.